# Ari Huusela
Ari Huusela, né le 28 octobre 1962, est un pilote de ligne et skipper finlandais spécialisé dans la course au large.

## Vie personnelle
Ari Huusela est pilote de ligne chez Finnair, où il vole sur Airbus A350. Il totalise plus de 20 000 heures de vol.

## Voile
En 1997, Ari Huusela remporte le championnat finlandais de course au large. En 1999, il participe à la Mini-Transat sur le voilier de classe Mini Pomi. Il obtient le meilleur résultat sur cette course par un skipper nordique en treize ans. Il termine de nouveau la Mini-Transat en 2007, de La Rochelle à Salvador de Bahia. Il fait partie des deux seuls Finlandais à avoir participé à cette course, avec Reima Alander en 1997.
En 2014, Ari Huusela devient le premier skipper nordique à terminer la Route du Rhum, qui relie Saint-Malo à la Guadeloupe en solitaire. Il court alors sur le Class40 Neste Oil, du nom de son sponsor Neste.
En 2017, Ari Huusela se lance en classe IMOCA, et rachète Aviva, un 60 pieds de 2007 du cabinet Owen Clarke Design qu’il rebaptise Ariel 2. Sur celui-ci, il devient en 2018 le premier skipper nordique à participer à l’Imoca Globe Series, lors de la Route du Rhum 2018. Au printemps 2019, toujours en Imoca Globe Series, il termine la Bermudes 1000 Race. À l'automne 2019, Ari Huusela marque encore une première pour un skipper nordique en participant avec l’Irlandais Mickey Ferguson à la Transat Jacques-Vabre, qu’ils terminent, toujours sur Ariel 2.
En 2020, il devient le premier skipper nordique à participer au Vendée Globe. Il termine 25ème (33) et dernier classé avec un temps de course de 116j 18h 15m 46s.